# 德里菲爾德
德里菲爾德（Driffield），又稱大德里菲爾德（Great Driffield），是位於英格蘭東約克郡的一座城鎮和民政教區。民政教區的範圍包括了德里菲爾德城和小德里菲爾德村。據2011年英國人口普查，德里菲爾德有人口13,080人，比2001年的11,477人增加。
它处于约克郡丘陵上，赫尔河发源于此。

## 友好城市
- 法國 圣阿夫里克